# Kazimiriški
Kazimiriški (dawniej pol. Kazimierzyszki, Kazimiryszki) – wieś na Łotwie w novadsie Górna Dźwina, w pagastsie Pilskalne, 3 km na północny wschód od Iłukszty.

## Historia
Pierwsze informacje o Kazimierzyszkach jako niezależnym majątku pojawiły się dopiero pod koniec XIX wieku, gdy właściciel klucza liksniańskiego Jan Kazimierz Józef Plater-Zyberk (1850–1922) wydzielił ten fragment majątku dla swej córki Janiny (1878–?). Janina, ostatnia właścicielka tych dóbr, zaginęła bez wieści pod koniec II wojny światowej.
Nazwa miejscowości pochodzi od imienia Jana Kazimierza Platera-Zyberka.
Na początku XX wieku 61 dziesięcin ziemi należało tu też do rodziny Sadurskich.
Po III rozbiorze Polski w 1795 roku Kazimierzyszki, wcześniej wchodząc w skład Księstwa Kurlandii i Semigalii Rzeczypospolitej, znalazły się na terenie ujezdu nowoaleksandrowskiego guberni witebskiej, a następnie (od 1842 roku) guberni kowieńskiej Imperium Rosyjskiego. Na przełomie XIX i XX wieku leżały w gminie Antuzów. Od końca I wojny światowej miejscowość należy do Łotwy, która w okresie 1940–1990, jako Łotewska Socjalistyczna Republika Radziecka, wchodziła w skład ZSRR.

## Nieistniejący pałac
Gdy urodziła się Janina, jej ojciec Jan Kazimierz Plater-Zyberk wybudował tu w 1878 roku dla niej neogotycki pałac. Był to budynek o zróżnicowanej formie. Składał się z dwóch dwukondygnacyjnych korpusów połączonych parterową częścią. Przed większym, lewym, nieco podwyższonym skrzydłem znajdował się wysunięty ryzalit, przed którym od strony podjazdu był głęboki portyk, którego dwa filary połączone z budynkiem i między sobą trzema arkadami podtrzymywały obszerny balkon. Wokół pozostałych elewacji urządzono tarasy z żeliwnymi, ażurowymi balustradami. Wszystkie narożniki budynku były zwieńczone sterczynowymi wieżyczkami. Poszczególne korpusy pałacu były nakryte dwu-, trzy- i czterospadowymi, płaskimi dachami. 
W tym samym czasie założono nowy park. Pozostałości po tym parku są obecnie pomnikiem przyrody o lokalnym znaczeniu.
Pałac został zniszczony w czasie I wojny światowej.
Majątek Kazimierzyszki został opisany w 3. tomie Dziejów rezydencji na dawnych kresach Rzeczypospolitej Romana Aftanazego. Został również opisany w książce Pro memoria Antoniego Urbańskiego w 1929 roku.